# Trachyptenidia incredibilis
Trachyptenidia incredibilis är en fjärilsart som beskrevs av Erich Martin Hering 1928. Trachyptenidia incredibilis ingår i släktet Trachyptenidia och familjen snigelspinnare. Inga underarter finns listade i Catalogue of Life.